# Voetbalvereniging IJsselmeervogels
Il Voetbalvereniging IJsselmeervogels, meglio noto come IJsselmeervogels, è una società calcistica olandese con sede a Bunschoten-Spakenburg. Milita nella Derde Divisie, la terza divisione del campionato olandese, a carattere amatoriale. È la squadra amatoriale olandese di maggior successo.

## Storia
Il club fu fondato nel 1932 e inizialmente aveva diversi nomi come VVIJV, VV IJsselmeer e NAS ("Sport dopo il lavoro"), infine, cambiò il nome definitivamente in IJsselmeervogels e adottò i colori bianco e rosso. Nella stagione 1974-1975, è diventata la prima squadra amatoriale a raggiungere le semifinali della KNVB beker. Nel primo turno, eliminò l'SV Limburgia, nel secondo turno, l'Amersfoort, agli ottavi di finale, il Groningen, e ai quarti di finale, l'AZ. In semifinale, fu eliminato dal Twente. Tuttavia, questo risultato fece assegnare all'IJsselmeervogels il premio di squadra olandese dell'anno.

## Palmarès

### Competizioni nazionali
- Afdelingstitels: 31

1937, 1946, 1947, 1948, 1954, 1955, 1956, 1957, 1958, 1959, 1964, 1965, 1966, 1968, 1972, 1973, 1976, 1977, 1982, 1983, 1984, 1986, 1988, 1995, 1998, 1999, 2005, 2006, 2007, 2009, 2010
- Zaterdagamateurs (dal 2011 come campione della Topklasse, dal 2017 come campione della Derde Divisie): 16

1954, 1955, 1956, 1964, 1976, 1977, 1982, 1983, 1984, 1995, 1998, 1999, 2006, 2007, 2010, 2011, 2017
- Algemeen amateurkampioen: 7

1976, 1977, 1983, 1995, 2006, 2010, 2011
- Districtbeker West I: 5

1981, 1996, 2003, 2014, 2015
- KNVB beker zaterdagvoetbal: 3

1957, 1962, 1974
- KNVB beker voor amateurs: 2

1996, 2015
- Supercoppa olandese amatoriale: 2

2006, 2010
- Squadra olandese dell'anno: 1

1975

### Altri piazzamenti
- Coppa dei Paesi Bassi:

Semifinalista: 1974-1975